# Wang Fengying
Pour les articles homonymes, voir Wang.
Wang Fengying, née en octobre 1970, est une femme d'affaires chinoise, directrice générale de Great Wall Motor de 2003 à 2022, et présidente de Xpeng depuis 2023.

## Biographie
Wang Fengying est née à Baoding, dans la province du Hebei, dans le nord de la Chine.
En 1991, elle obtient un baccalauréat de la Tianjin University of Finance and Economics, suivi d'un diplôme en spécialisé en finance en 1999.
Wang Fengying rejoint l'entreprise Great Wall Motor en 1991, à l'âge de 21 ans. En 2003, elle est promue la présidente-directrice générale et devient la première femme à diriger une entreprise automobile en Chine.
En mars 2018, prenant la parole devant le Congrès national du peuple, elle déclare que Great Wall Motor à l'intention de doubler ses ventes de véhicules d'ici 2025, à 2 millions d'unités par an, grâce à l'augmentation de la production de voitures électriques et hybrides rechargeables.
Elle quitte la direction générale de Great Wall Motor en juillet 2022, puis prend la présidence du constructeur automobile Xpeng en janvier 2023.

## Reconnaissance
Dès 2016, elle est incluse dans la liste des 100 femmes les plus puissantes du monde, par le magazine américain Forbes. En 2017, elle est classée 62e et en 2018, elle obtient la 56e place du classement.